# تاكاشي موتشيزوكي
تاكاشي موتشيزوكي (باليابانية: 望月 隆司) (19 أبريل 1978 في طوكيو في اليابان – )؛ هو لاعب كرة قدم سابق كان يلعب كلاعب وسط.

## وصلات خارجية
- تاكاشي موتشيزوكي على موقع Soccerway.com (الإنجليزية)